# Morris Janowitz
Morris Janowitz, né le 22 octobre 1919 et mort le 7 novembre 1988, est un sociologue et un politologue américain qui fit d'importantes contributions à la théorie sociologique et aux études sur les préjugés, les questions urbaines et le patriotisme. Il fut l'un des fondateurs de la sociologie militaire et eu une influence majeure, avec Samuel P. Huntington, sur l'institutionnalisation des relations civils-militaires. Morris Janowitz fut professeur à l'Université du Michigan, à l'Université de Chicago, et présida durant cinq ans le département de sociologie de L'Université de Chicago, avant d'y être nommé professeur émérite. Morris Janowitz fut vice-président de l'American Sociological Association, et fonda le Inter-University Seminar on Armed Forces and Society, et la revue Armed Forces & Society.

## Enfance et éducation
Morris Janowitz est né à Paterson, dans le New Jersey, deuxième enfant d'une famille d'immigrés juifs polonais. La ville de Paterson était connue pour son industrie de la soie, où le père de Morris Janowitz travaillait, et avait sans doute sa propre entreprise. Janowitz obtint une licence d'écologie au Washington Square College de L'Université de New York sous la direction de Sidney Hook (ancien étudiant de John Dewey) et Bruce Lannes Smith (ancien étudiant de Harold Lasswell). Sidney Hook initia Janowitz à la philosophie de Dewey sur le pragmatisme Américain, tandis que Bruce Lannes Smith lui enseigna les méthodes de l'École de Chicago en matière de sciences humaines et de psychanalyse.

## Publications
- The professional soldier, a social and political portrait, Glencoe (Ill), The Free Press, 1960
- Klare, M. War Without End. 1972
- Lundberg, F. The Rich and the Super-Rich. 1969
- Manheim, J. The Death of a Thousand Cuts. 2001
- NACLA. The University-Military-Police Complex. 1970
- On Social Organization and Social Control, Chicago: University of Chicago Press, 1991.
- Simpson, C. Science of Coercion. 1996